# Parafia Najczystszego Serca Maryi w Warszawie
Parafia Najczystszego Serca Maryi w Warszawie – parafia rzymskokatolicka należąca do dekanatu grochowskiego, diecezji warszawsko-praskiej, metropolii warszawskiej Kościoła katolickiego w Warszawie, w dzielnicy Praga-Południe.

## Historia parafii
Dekret o erygowaniu parafii został wydany 21 lutego 1925 roku przez kurię arcybiskupią, a samo wydarzenie odbyło się 25 lutego pod przewodnictwem kardynała Aleksandra Kakowskiego. Data erygowania nawiązuje do Bitwy o Olszynkę Grochowską (25 lutego 1831), która odbyła się na terenach znajdujących się w granicach nowopowstałej parafii mającej upamiętniać to wydarzenie.

## Proboszczowie parafii
1. ks. prałat Jan Sztuka - od 25.02.1925 do 26.12.1970 - pochowany pod kaplicą nawy bocznej, przy ołtarzu Matki Boskiej Częstochowskiej[3]
2. ks. Franciszek Foks
3. ks. prałat Eugeniusz Bączyk
4. ks. prałat Krzysztof Ukleja - od 2006 r.[4]

## Tytuł[3]
Tytuł kościoła wybrała księżna Maria Radziwiłłowa. W kronice parafialnej zapisano:

Księżna Maria Radziwiłłowa obrała tytuł kościoła „Najczystsze Serce Maryi”, ofiarowała parę koni, wóz, sporo bali okrągłych a po poświeceniu Kaplicy (pierwszego kościółka drewnianego) ofiarowała parę ornatów, kap, alb i komeż.

Nie są znane motywy nadania kościołowi właśnie takiego tytułu. Przypuszcza się, że nazwa ta miała nawiązywać do bazyliki pod wezwaniem Najświętszego Serca Jezusowego - innego kościoła ufundowanego przez Marię Radziwiłłową. Możliwe jest również, że religijna księżna, o szerokich kontaktach zagranicznych, mogła znać objawienia fatimskie, w których anioł mówi o sercu Maryi.

## Kościół parafialny
Plac pod budowę kościoła i plebanii przy ulicy Chłopickiego o powierzchni 3 morgów ofiarował Jan Łaski.

### Drewniana świątynia
Pod koniec 1924 roku została postawiona drewniana świątynia. Koszt budowy wyniósł 37 464 zł. Prace trwały 6 tygodni. 12 września 1944 roku spłonęła w wyniku zajmowania przez wojska radzieckie Pragi.

### Kościół-pomnik
W związku z szybko zwiększającą się liczbą mieszkańców na Grochowie Towarzystwo Przyjaciół Grochowa zdecydowało o budowie nowego kościoła-pomnika, który miał upamiętniać poległych w Bitwie o Olszynkę Grochowską. Powołano Komitet Budowy Kościoła, który w 1931 roku podjął działania mające na celu zgromadzenie funduszy i materiałów mających posłużyć do budowy kościoła. Przedsięwzięcie zostało sfinansowane z datków wiernych. 10 czerwca 1934 kamień węgielny został poświęcony przez kardynała Aleksandra Kakowskiego. Budowę ukończono w 1941 r. Kościół został konsekrowany przez kardynała Stefana Wyszyńskiego 30 października 1949.